# Ectropothecium nitidum
Ectropothecium nitidum är en bladmossart som beskrevs av Thériot 1929. Ectropothecium nitidum ingår i släktet Ectropothecium och familjen Hypnaceae. Inga underarter finns listade i Catalogue of Life.